# Leptoplesictis
Leptoplesictis — вимерлий рід котовидих ссавців. Скам'янілості знайдено в таких країнах: Франція, Намібія, Іспанія. Описано такі види: Leptoplesictis namibiensis, Leptoplesictis senutae.